# Pseudopsacothea modiglianii
Pseudopsacothea modiglianii är en skalbaggsart som beskrevs av Stefan von Breuning 1970. Pseudopsacothea modiglianii ingår i släktet Pseudopsacothea och familjen långhorningar. Inga underarter finns listade i Catalogue of Life.